# Teveristo
Teveristo o Teocristo fue un religioso hispanovisigodo, obispo de Salamanca alrededor del año 610.
Se desconoce si fue el sucesor inmediato de Eleuterio, primer obispo documentado de la diócesis en 589, o bien hubo prelados intermedios, pues se debe tener en cuenta que hay un lapso de veintiún años entre ambas dataciones. Se tiene noticia de este obispo porque estuvo presente en Toledo con motivo la coronación del rey Gundemaro el 23 de octubre de 610. A la ceremonia también asistieron otros prelados destacados, entre los que destaca Isidoro de Sevilla. En el acto, todos los prelados presentes firmaron un decreto expedido por el monarca en favor de la archidiócesis de Toledo, debido a la crisis que había provocado que los obispos de la iglesia cartaginense cuestionaran al arzobispo toledano como el metropolitano.
No hay más datos sobre este prelado ya que no se reunieron más concilios, así que se desconoce el año de su fallecimiento o si hubo otros obispos tras él hasta el siguiente obispo documentado, Hiccila.